# 星巡り、君に金星
『星巡り、君に金星』（ほしめぐり きみにきんせい）は、日本のポップバンド・PEOPLE 1の2枚目のスタジオ・アルバム。2024年1月10日にソニー・ミュージックアソシエイテッドレコーズから発売された。

## 概要
前作『PEOPLE』から約2年ぶりのフルアルバム。2022年以降にリリースされた既発曲11曲と未発表曲3曲を含む全14曲が収録されている。
2023年10月10日、インストゥルメンタル曲「PEOPLE SAVE THE MACHINE」を予告のないまま突如配信し、ミュージックビデオを公開。ミュージックビデオの最後にて2ndアルバム『星巡り、君に金星』を2024年1月10日に発売することが発表され、収録曲も公開された。
2024年1月10日、本アルバムをリリース。CDは通常盤、完全生産限定盤の2形態でリリースされ、数量限定の完全生産限定盤には、PEOPLE 1の過去の単独公演より3公演の模様が収録されたBlu-rayとオリジナルピンズ3種セットが付属した。
| 形態           | 規格  | 規格品番    | 出典  |
| -------------- | ----- | ----------- | ----- |
| 完全生産限定盤 | CD+BD | AICL-4454-6 | [ 7 ] |
| 通常盤         | CD    | AICL-4457   | [ 8 ] |

## 楽曲解説
PEOPLE SAVE THE MACHINE
本アルバムのイントロダクションとしての役割を担っているインストゥルメンタル曲。2023年10月10日に配信限定シングルとしてリリースされた。Deuは現状の世界への疑問をテーマに本楽曲を制作した。本楽曲のミュージックビデオは公開の3日前よりYouTubeにて「タイトル未定」としてアップロードされており、2023年10月10日の20時にプレミア公開された。アートディレクターの寺澤圭太郎が監督を担当しており、アルバムの世界観をビット絵で表現したアニメーションとなっている。
銃の部品
モード学園の2022年度CMソング。2022年4月20日に配信限定シングルとしてリリースされた。ItoとDeuの畳み掛けるようなツインボーカルとエッジの効いたサウンド、若者達を後押しするようなメッセージが込められた1曲となっている。Deuは本楽曲を「1stアルバムリリースというロックバンドとして大事なタイミングを越えて、よりリミッターを外していかなきゃなと思って作った曲」と述べ、本アルバムにおいての鍵となっている楽曲だと語っている。
ミュージックビデオは2022年5月2日に公開された。ミュージックビデオはGROUPNが手掛けたPEOPLE 1のメンバー3人による演奏シーンの映像と、クリエイター・みたまごが制作したアニメーションを交えた映像となっている。また、ミュージックビデオには今まで顔出しをしてこなかったPEOPLE 1のメンバー達が初めて出演した。Itoは「ミュージックビデオで自分たちの正体をさらしたというのもあって、PEOPLE 1にとっても僕自身にとっても大きな区切りだった」と語っている。
2022年5月20日に本楽曲をTOOBOEが再構築した「Re:銃の部品 feat. TOOBOE」がサプライズで配信リリースされた。
YOUNG TOWN
夜ドラ『カナカナ』（NHK総合）主題歌。2022年6月1日に配信限定シングルとしてリリースされた。Itoがメインボーカルを務め、PEOPLE 1らしい爽快感を感じられるポップチューンとなっている。Deuはタイアップ先が月曜から木曜で毎日15分ずつ放送されるドラマであると聞き、中毒性があって無限に聞ける作品を目指して楽曲を制作したと語っている。
本楽曲はリリース前の2022年5月20日に自身の全国ツアー「PEOPLE 1 2022 SS TOUR "PEOPLE+"」のSpotify O-EAST公演で初披露された。
ミュージックビデオは2022年6月1日に公開された。ミュージックビデオの監督は皆様ズパラダイスが担当し、PEOPLE 1のメンバー達と金井球が出演している。
紫陽花
夜ドラ『カナカナ』（NHK総合）挿入歌。2022年6月29日に配信限定シングルとしてリリースされた。「YOUNG TOWN」同様、Itoがメインボーカルを務め、Deuがつくる独創的な詩世界を切ない歌声で表現したバラード曲となっている。
Deadstock
2022年8月24日に配信限定シングルとしてリリースされた。初のフィーチャリング楽曲として、ゲストボーカルにきのぽっぽを迎えており、モラトリアム的な恋愛関係を描いた歌詞と、チルやシティポップの要素を含んだポップナンバーとなっている。
本楽曲はリリース前の2022年6月26日にNEEとの対バンライブ「BLT LIVE BOOSTER vol.2」で初披露された。
2022年8月28日に映像チーム・Studio KNBが手掛けたミュージックビデオが公開された。
2022年5月20日に本楽曲をWurtSが再構築した「Re:Deadstcok feat. WurtS」が配信リリースされた。
DOGLAND
テレビアニメ『チェンソーマン』第10話エンディング・テーマ。2022年12月14日に配信シングルとしてリリースされた。
2022年12月25日にGROUPNが手掛けたミュージックビデオが公開された。
Ratpark
2023年3月1日に配信限定シングルとしてリリースされた。ゲストボーカルの菅原圭とDeuの畳み掛けるようなツインボーカルが曲の疾走感を際立たせるキラーチューンとなっている。Deuは菅原圭を「スーパーボーカリスト」と評し、「これはハイパー無茶振りになりそうだな……と大変申し訳ない気持ちで制作していたのですが、実際レコーディングしてみたら全然最強でした。日和らなくてよかったです」と語っている。また菅原圭は本楽曲について「菅原圭の新たな一面を魅せてくれるような楽曲であり、殴りあいのような楽曲」と述べている。
2023年2月22日にリリースに先行してFM802『UPBEAT!』内にて本楽曲がフルオンエアされた。
ミュージックビデオは2023年3月10日に公開された。監督はイラストレーターのcoalowlとDeuが担当しており、カオティックな縦型アニメーションとなっている。
GOLD
フジテレビ系アニメ "ノイタミナ"『王様ランキング 勇気の宝箱』オープニングテーマ。2023年4月14日に配信リリースされ、同年5月17日には1枚目のCDシングルとして発売された。壮大なストリングスのSEから始まり突然スクラッチのような音が入って、明るいギターリフが鳴り響くイントロから本楽曲はスタートする。全体的に曲調は明るいものの、随所にある「不条理」や「孤独」、「闇」を感じさせる歌詞を歌い上げるItoの歌声が本楽曲を彩るロックナンバーとなっている。Deuは本楽曲の楽曲制作について『王様ランキング』の1巻のシーンから着想を得たと語っており、「『王様ランキング』に合う曲にしようと考えた結果、優しい歌になったんだと思う」と語っている。また、Deuは本楽曲を「『何ひとつとして信頼できるものなんてない』という事実を明確に述べている曲」だと述べている。
2023年5月17日にGROUPNが手掛けたミュージックビデオが公開された。2132年を舞台に、ダウ90000の道上珠妃が演じる女の子がロボットとともに自己表現大会を目指すストーリーになっている。
closer
2023年8月10日に配信シングルとしてリリースされた。諦念や厭世感が入り込んだ歌詞とは反対にダンサンブルなポップチューンとなっている。1番でDeu、2番でItoがメインで歌い、大サビのシンガロングがあり、アウトロで小さな声で《クローザー》と呟かれ本楽曲は締まる。Deuは本楽曲を「このアルバムの転換点にある曲」としており、「一番暗いと思う」と語っている。また、Itoは本楽曲について「PEOPLE 1の活動のことや、いろんなことを含めて書かれた歌詞」「内面を歌った歌詞」だと感じ、本当に「伝わってほしい」と思っている人になろうと考えてレコーディングを行ったと語っている。
2023年8月13日にミュージックビデオが公開された。監督は映像作家の江田明里が担当し、廣瀬真織とMinky演じる女の子達の道中を描いた映像となっている。
ドキドキする
ドラマ『時をかけるな、恋人たち』（関西テレビ・フジテレビ系）オープニングテーマ。2023年11月1日に配信限定シングルとしてリリースされた。歌詞や間奏のカセットテープを巻き戻すような音などからタイアップ先のドラマのテーマである「タイムトラベル」を感じさせるポップナンバーになっている。
2023年11月14日にミュージックビデオが公開された。
ハートブレイク・ダンスミュージック
2023年12月25日に配信シングルとしてリリースされた。ダンサンブルなパーティーチューンとなっており、Deuは制作段階のときに本楽曲について「わりと趣味全開な感じ」だとXで述べている。
2023年12月25日にGROUPNが手掛けたミュージックビデオが公開された。
高円寺にて
以前からライブで披露されてきた楽曲。Deuのルーツであるガレージロックの要素を含んだロックナンバーであり、Deuの実体験を基に内省と焦燥が入り混じった鬱屈したような気持ちが読み取れる歌詞となっている。
2024年3月15日にGROUPNが手掛けたミュージックビデオが公開された。撮影は高円寺周辺で行われた。
君に金星
本アルバムの表題曲。Deuは本楽曲について「自分が本当にそう思ってることを書いた曲」だと語っている。
鈴々
本アルバムの最後を飾る楽曲。Deuは本楽曲について「珍しく、リスナーに向けて作った曲」だと語っている。
2024年1月26日にcoalowlとDeuが監督を担当したミュージックビデオが公開された。

## 収録内容
| 全作詞・作曲: Deu。 |                                        |           |            |                                     |      |
| #                   | タイトル                               | 作詞      | 作曲・編曲 | 編曲                                | 時間 |
| 1.                  | 「PEOPLE SAVE THE MACHINE」            | Deu       | Deu        | Deu                                 | 1:09 |
| 2.                  | 「銃の部品」                           | Deu       | Deu        | Deu, Hajime Taguchi                 | 2:33 |
| 3.                  | 「YOUNG TOWN」                         | Deu       | Deu        | Deu, Hajime Taguchi                 | 2:53 |
| 4.                  | 「紫陽花」                             | Deu       | Deu        | Deu, Hajime Taguchi                 | 3:58 |
| 5.                  | 「Deadstock feat. きのぽっぽ」         | Deu       | Deu        | Deu, Nobuaki Tanaka                 | 3:19 |
| 6.                  | 「DOGLAND」                            | Deu       | Deu        | Deu, Hajime Taguchi                 | 2:57 |
| 7.                  | 「Ratpark feat. 菅原圭」               | Deu       | Deu        | Deu, Hajime Taguchi                 | 3:33 |
| 8.                  | 「GOLD」                               | Deu       | Deu        | Deu, Nobuaki Tanaka, Hajime Taguchi | 3:37 |
| 9.                  | 「closer」                             | Deu       | Deu        | Deu, Hajime Taguchi                 | 3:39 |
| 10.                 | 「ドキドキする」                       | Deu       | Deu        | Deu                                 | 3:02 |
| 11.                 | 「ハートブレイク・ダンスミュージック」 | Deu       | Deu        | Deu                                 | 2:48 |
| 12.                 | 「高円寺にて」                         | Deu       | Deu        | Deu                                 | 2:23 |
| 13.                 | 「君に金星」                           | Deu       | Deu        | Deu                                 | 1:54 |
| 14.                 | 「鈴々」                               | Deu       | Deu        | Deu, Nobuaki Tanaka                 | 3:15 |
| 合計時間:           | 合計時間:                              | 合計時間: | 41:00      |                                     |      |

| #   | タイトル                         | 作詞 | 作曲・編曲 |
| --- | -------------------------------- | ---- | ---------- |
| 1.  | 「怪獣」                         |      |            |
| 2.  | 「さよならミュージック」         |      |            |
| 3.  | 「BUTTER COOKIES」               |      |            |
| 4.  | 「ゴースト」                     |      |            |
| 5.  | 「113号室」                      |      |            |
| 6.  | 「ラヴ・ソング」                 |      |            |
| 7.  | 「常夜燈」                       |      |            |
| 8.  | 「東京」                         |      |            |
| 9.  | 「魔法の歌」                     |      |            |
| 10. | 「スクール!!」                   |      |            |
| 11. | 「フロップニク」                 |      |            |
| 12. | 「銃の部品」                     |      |            |
| 13. | 「アイワナビーフリー」           |      |            |
| 14. | 「僕の心」                       |      |            |
| 15. | 「YOUNG TOWN」                   |      |            |
| 16. | 「エッジワース・カイパーベルト」 |      |            |

| #   | タイトル                         | 作詞 | 作曲・編曲 |
| --- | -------------------------------- | ---- | ---------- |
| 1.  | 「YOUNG TOWN」                   |      |            |
| 2.  | 「さよならミュージック」         |      |            |
| 3.  | 「BUTTER COOKIES」               |      |            |
| 4.  | 「紫陽花」                       |      |            |
| 5.  | 「ライカ」                       |      |            |
| 6.  | 「怪獣」                         |      |            |
| 7.  | 「銃の部品」                     |      |            |
| 8.  | 「Deadstock feat. きのぽっぽ」   |      |            |
| 9.  | 「ラヴ・ソング」                 |      |            |
| 10. | 「スクール!!」                   |      |            |
| 11. | 「スラップスティック・ガール」   |      |            |
| 12. | 「新訳：フロップニク」           |      |            |
| 13. | 「東京」                         |      |            |
| 14. | 「常夜燈」                       |      |            |
| 15. | 「僕の心」                       |      |            |
| 16. | 「魔法の歌」                     |      |            |
| 17. | 「高円寺にて」                   |      |            |
| 18. | 「エッジワース・カイパーベルト」 |      |            |

| #   | タイトル                         | 作詞 | 作曲・編曲 |
| --- | -------------------------------- | ---- | ---------- |
| 1.  | 「Ratpark」                      |      |            |
| 2.  | 「さよならミュージック」         |      |            |
| 3.  | 「エッジワース・カイパーベルト」 |      |            |
| 4.  | 「フロップニク」                 |      |            |
| 5.  | 「アイワナビーフリー」           |      |            |
| 6.  | 「イマジネーションは尽きない」   |      |            |
| 7.  | 「紫陽花」                       |      |            |
| 8.  | 「夏は巡る」                     |      |            |
| 9.  | 「スクール!!」                   |      |            |
| 10. | 「DOGLAND」                      |      |            |
| 11. | 「GOLD」                         |      |            |
| 12. | 「魔法の歌」                     |      |            |
| 13. | 「僕の心」                       |      |            |
| 14. | 「新訳：東京」                   |      |            |
| 15. | 「怪獣」                         |      |            |
| 16. | 「銃の部品」                     |      |            |
| 17. | 「悪玉みたいに」                 |      |            |

## 演奏
- Ito : Guitar, Vocals
- Takeuchi : Drums, sampler
- Deu : Guitar, Bass, Synthesizer, Programming, Vocals
- ベントラーカオル : Guitar (#11.12)
- coalowl : Backing Vocals (#1.2.12.14)
- きのぽっぽ : Guest Vocal (#5)
- 菅原圭 : Guest Vocal (#7)